# Stagonospora triodiae
Stagonospora triodiae är en svampart som beskrevs av Petr. 1947. Stagonospora triodiae ingår i släktet Stagonospora och familjen Phaeosphaeriaceae.   Inga underarter finns listade i Catalogue of Life.